# Huarte Mendicoa HM-1
Die Huarte Mendicoa HM-1 (auch INTA HM.1 und AISA H.M.1) ist ein einmotoriger, zweisitziger spanischer Tiefdecker mit Spornradfahrwerk.
Das Schulflugzeug mit Tandemsitzanordnung, Doppelsteuerung und geschlossenem Cockpit wurde vom Ingenieur Pedro Huarte-Mendicoa Larraga, Leiter des Projektbüros der Generaldirektion der Ejército del Aire während des Zweiten Weltkrieges konstruiert.
Der Erstflug fand am 7. April 1942 statt. Bei der Aeronáutica Industrial SA (AISA) in Madrid wurden bis Ende 1958 rund 190 Einheiten der HM-1 für die militärische Flugschule Academia General del Aire gefertigt. Insgesamt wurden 200 Exemplare gebaut. Die militärische Typenbezeichnung der HM-1B in Spanien war E.4, einige Maschinen sind noch heute im Besitz von Fliegerclubs.

## Technische Daten
- Besatzung: 2
- Länge: 7,65 m
- Spannweite: 9,65 m
- Höhe: 2,20 m
- Leermasse: 620 kg
- Maximale Startmasse: 850 kg
- Triebwerk: 1 × Vierzylinder-Reihenmotor Elizalde G-IV-B Tigre
- Leistung: 150 PS
- Höchstgeschwindigkeit: 230 km/h
- Reisegeschwindigkeit: 195 km/h
- Dienstgipfelhöhe: 5.000 m